# Joel Adams
Joel Gonçalves (Queensland, 16 de dezembro de 1996) conhecido pelo nome artístico Joel Adams, é um cantor, compositor e produtor musical australiano. Ganhou popularidade em 2012 por participar do The X-Factor Australia, é conhecido pelo single "Please Don't Go" já executado mais de 680 milhões de vezes no Spotify.

## Biografia e Carreira
Joel Adams participou do The X-Factor da Australia em 2012, lá ele fez apresentação notável da música The Girl Is Mine de Michael Jackson com Paul McCartney, após isso o cantor começou a publicar covers de músicas famosas no YouTube. Porém, ele ganhou reconhecimento a nível internacional em 2015, quando lançou o single "Please Don't Go" que estourou no mundo inteiro. A música está entre as 30 músicas mais tocadas do Spotify atualmente, já são mais de 124 milhões de streams no Spotify.
O cantor é agenciado por Walker Hines, a gravadora dele é a Will Walker Records que fica em Nova Oleães, no estado de Luisiana, nos Estados Unidos. O sobrenome artístico do cantor é "Adams", que é o sobrenome da mãe dele, pois o do pai é dificil de pronunciar,e isso não seria bom para a carreira do artista. O videoclipe de "Please Don't Go" lançado em 23 de dezembro já passa de 33 milhões de visualizações no YouTube de Adams, o número de streams do single é 5 maior do que o número de streams do single Bang! da cantora Anitta.
Em 2016, Joel Adams saiu em sua primeira turnê junto com Charlie Puth, Joel abri atualmente os shows de Charlie Puth pelo Canadá e pelos Estados Unidos.

## Posições de Please Don't Go
Please Don't Go de Joel chegou a 54ª posição na parada de singles do Canadá, a Billboard Canadian Hot 100. Chegou a 55ª posição da ARIA Charts,principal parada música da Austrália, Chegou a 34ª posição na Irish Singles Chart, chegou a 11ª posição na  Norwegian Record Chart, e Chegou a 6ª posição na parada Sverigetopplistan, principal parada de singles da Suécia. A música chegou a segunda posição noSpotify da Austrália.

### Singles
| Título            | Ano  | Posições nas Paradas Mundiais | Posições nas Paradas Mundiais | Posições nas Paradas Mundiais | Posições nas Paradas Mundiais | Posições nas Paradas Mundiais | Posições nas Paradas Mundiais | Posições nas Paradas Mundiais | Certificações |
| Título            | Ano  | AUS                           | CAN                           | CZR                           | IRE                           | NOR                           | SWE                           | UK                            | Certificações |
| ----------------- | ---- | ----------------------------- | ----------------------------- | ----------------------------- | ----------------------------- | ----------------------------- | ----------------------------- | ----------------------------- | ------------- |
| "Please Don't Go" | 2015 | 55                            | 54                            | 25                            | 34                            | 11                            | 6                             | 50                            | Certificações |

## Singles
- Please Don't Go[17]